# Karl Fogelkvist
Karl Gustaf Fogelkvist, född 15 september 1932 i Stockholm, död 28 januari 2016, var en svensk jurist som var lagman i Nyköpings tingsrätt från 1990 till sin pensionering 1998.
Fogelkvist blev juris kandidat vid Uppsala universitet i december 1958 och fiskal vid Svea hovrätt 1962. Efter att tjänstgjort i vattenrättsdomstolar utsågs han 3 mars 1972 till rådman i Falu tingsrätt. Från 1990 var han lagman i Nyköpings tingsrätt.